# The Pretender (Jackson Browne)
"The Pretender" is een nummer van de Amerikaanse singer-songwriter Jackson Browne. Het nummer verscheen op zijn gelijknamige album uit 1976. Op 14 mei 1977 werd het uitgebracht als de tweede en laatste single van het album.

## Achtergrond
"The Pretender" is geschreven door Browne en geproduceerd door Jon Landau. Het nummer is geschreven op een aantal verschillende locaties, waaronder een gehuurde etalage in de North Hollywood-buurt in Los Angeles en een "smakeloos" hotel in Hawaï. Het nummer was al bijna volledig geschreven voordat Browne de bekende opening op de piano bedacht. De piano wordt bespeeld door Craig Doerge, de drums door Jeff Porcaro, de basgitaar door Bob Glaub en de akoestische en elektrische gitaar door Fred Tackett. De achtergrondharmonieën worden verzorgd door David Crosby en Graham Nash en de strijkers werden gearrangeerd door David Campbell.
"The Pretender" gaat volgens Browne niet over hemzelf, maar soms "applaudisseren mensen voor mij op dat moment in het nummer alsof ik het wel ben, maar als ik eerlijk ben is er een stukje van The Pretender in mij, maar het gaat eigenlijk over iedereen die zijn dromen uit het oog is verloren... en die zich maar in het leven voortbewegen en proberen om een bepaald leven te leiden waarvan hij ziet dat anderen daar succesvol in zijn. Dus misschien gaat het over een hoop mensen van een bepaalde generatie die een materiële levensstijl hebben omarmd, in plaats van de dromen die op een bepaald moment uiteengevallen zijn."
"The Pretender" werd een hitje in de Verenigde Staten: het bleef vijf weken in de Billboard Hot 100 staan met plaats 38 als hoogste notering. Verder werd het nergens een hit. Het nummer werd later echter opgepikt door radiostations die zich meer op rockmuziek richten. Ook is het een van de nummers die Browne het vaakst heeft gespeeld tijdens zijn concerten. Hierdoor groeide het uit tot een van zijn bekendste nummers. Het nummer werd gebruikt in de film Mr. Holland's Opus uit 1995. Daarnaast werd het gecoverd door Lucinda Williams op het tributealbum Looking Into You: A Tribute to Jackson Browne uit 2014.

## NPO Radio 2 Top 2000
| Nummer met noteringen in de NPO Radio 2 Top 2000 | '00  | '01 | '02 | '03  | '04  | '05  | '06  | '07  | '08  | '09  | '10  | '11  | '12  | '13  | '14  |
| ------------------------------------------------ | ---- | --- | --- | ---- | ---- | ---- | ---- | ---- | ---- | ---- | ---- | ---- | ---- | ---- | ---- |
| The Pretender                                    | 1581 | -   | 961 | 1208 | 1062 | 1592 | 1540 | 1514 | 1411 | 1591 | 1456 | 1572 | 1789 | 1842 | 1731 |

1. ↑  Een '-' betekent dat het nummer niet was genoteerd en een vetgedrukt getal geeft de hoogste notering aan.
2. ↑  2000 was het eerste jaar met een notering voor dit nummer.
3. ↑  Deze tabel is bijgewerkt tot en met de laatste editie (2024).